# Liberato Pinto
Liberato Damião Ribeiro Pinto ComTE • ComC • ComA • ComSE (Lisboa, São Jorge de Arroios, 28 de Setembro de 1880 — Lisboa, Campo Grande, 4 de Setembro de 1949) foi um militar e político da esquerda republicana, ligado ao Partido Democrático, que atingiu o posto de coronel do Exército Português, comandando a Guarda Nacional Republicana entre 1917 e 1922 e exercendo as funções de presidente do Ministério de um dos governos da Primeira República Portuguesa.

## Biografia
Nasceu a 28 de setembro de 1880 e foi batizado a 1 de dezembro do mesmo ano, na igreja de São Jorge de Arroios, em Lisboa, sendo filho de Manuel Marques da Silva Pinto, natural de Alpiarça, e de Júlia Carolina Ribeiro Pinto, natural de Lisboa.
Liberato Pinto estudou no Colégio Jesuíta de Campolide, em Lisboa, onde concluiu a sua formação inicial. Concluídos os estudos secundários, ingressou na Escola de Guerra onde concluiu os cursos de Infantaria e de Estado-Maior.
Iniciou seguidamente uma carreira profissional como oficial do Exército Português que culminou no posto de Coronel, obtido em 1927, já depois de passar à reserva. Paralelamente foi docente no Colégio Jesuíta de Campolide e na Escola de Desenho Industrial Marquês de Pombal.
No seu percurso militar foi regente de uma das secções do Instituto Militar dos Pupilos do Exército, chefe e subchefe do Estado-Maior das Forças Expedicionárias a Moçambique comandadas por Moura Mendes (1915–1916) e por Ferreira Gil (1916–1917) e finalmente como chefe do Estado-Maior da Guarda Nacional Republicana, força que comandou entre 1917 e 1922.
Considerado um "democrático ortodoxo", afirmou-se como um dos pilares do poder do Partido Democrático, no qual se filiara em Janeiro de 1915. Como comandante da Guarda Nacional Republicana, cargo para que foi nomeado por um dos governos do Partido Democrático, conseguiu transformar a força no bastião do poder daquele partido, instrumentalizando-a ao ponto de a transformar numa verdadeira "guarda pretoriana" dos governos dominados pelo partido e num feroz núcleo de oposição e num perigoso foco de desestabilização sempre que o poder dos democráticos parecia ameaçado.
A 15 de Fevereiro de 1919 foi feito Comendador da Ordem Militar de Avis, a 26 de Abril desse ano Comendador da Ordem Militar de Cristo e a 28 de Junho Comendador da Ordem Militar de Sant'Iago da Espada e da Ordem Militar da Torre e Espada, do Valor, Lealdade e Mérito, sendo então Tenente-Coronel.
A sua ligação ao Partido Democrático levou a que em 1919 fosse eleito deputado ao Congresso da República nas listas do partido pelo círculo eleitoral de Aljustrel.
Com a intensificação da instabilidade política que marcou o aproximar do fim da Primeira República Portuguesa, a 29 de Novembro de 1920 foi nomeado presidente do Ministério do 24.º[carece de fontes?] Governo da República. A nomeação foi da iniciativa de António José de Almeida, então presidente da República, que aconselhou Liberato Pinto a formar um "governo de geral concentração republicana". A escolha foi apoiada por Álvaro de Castro e pela esquerda republicana, e resultou da recusa do convite para formar governo por parte do general Abel Hipólito, afecto aos liberais, e da necessidade de acalmar a Guarda Nacional Republicana, então o verdadeiro baluarte do poder republicano.
O seu governo, que terminou a 2 de Março de 1921, foi marcado por sucessivos apelos para governar de forma militarizada, ou seja para que assumisse o poder em ditadura, face à crescente instabilidade social, marcada pelas greves e pela violência bombista. No decurso do mandato acumulou a pasta de ministro do Interior e exerceu interinamente os cargos de ministro da Marinha e Ultramar (de 4 de Fevereiro de 1921 ao fim do mandato) e de ministro das Finanças (de 22 de Fevereiro de 1921 ao fim do mandato).
Pouco depois de abandonar o governo, foi demitido da chefia do Estado-Maior da Guarda Nacional Republicana, em resultado dos actos de indisciplina e de aberta contestação ao novo governo que foram protagonizados por aquela força. A demissão levou a que caísse em desgraça política, chegando mesmo a ser preso em Janeiro de 1922, acusado de desvio de fundos da corporação.
A demissão de Liberato Pinto causou grande agitação na GNR e nos meios ligados ao Partido Democrático, estando na origem de várias intentonas, entre as quais terá estado a que levou à Noite Sangrenta de 19 de Outubro de 1921 e ao assassínio de António Granjo, então presidente do Ministério.
Com a vitória da Revolução Nacional de 28 de Maio de 1926 e a subsequente implantação do governo da Ditadura Nacional, foi forçado a abandonar a vida pública e impedido de leccionar nas escolas oficiais, recorrendo à actividade de professor particular. Acabou os seus dias em grandes privações.
Morreu a 4 de setembro de 1949, aos 68 anos, na sua residência na Avenida da República, 96, 3.º, freguesia do Campo Grande, em Lisboa, está sepultado no Cemitério do Lumiar.

### Vida pessoal
Casou primeira vez em Lisboa, na igreja dos Anjos, a 30 de outubro de 1905, com Maria Augusta Supico, natural de Horta, Açores, filha de Augusto César Supico e de Maria do Carmo Carneiro Supico. Deste casamento, teve um filho, Clotário Luís Supico Pinto (1909–1990), que foi ministro da Economia de um dos governos do Estado Novo, e uma filha, Maria Carolina Supico Ribeiro Pinto. Este filho casou em segundas núpcias com Cecília Maria de Castro Pereira de Carvalho Supico Pinto, fundadora e presidente do Movimento Nacional Feminino. Os dois divorciaram-se por sentença judicial de 9 de abril de 1934, com fundamento em "abandono completo do domicílio conjugal por tempo não inferior a três anos" (cf. n.º 5 do artigo 4.º da Lei do Divórcio, aprovada por decreto de 3 de novembro de 1910).
Casou segunda vez em Lisboa, na 7.ª Conservatória do Registo Civil, a 12 de maio de 1934, com Helena Guilhermina Ávila, natural de Angra do Heroísmo, filha de Francisco José de Ávila, natural de Angra do Heroísmo, e de Maria Adelaide Ávila, natural de Bandeiras, na ilha do Pico. Os dois divorciaram-se por sentença judicial transitada em julgado a 16 de novembro de 1943, com fundamento em "abandono completo do domicílio conjugal por tempo não inferior a três anos" (cf. n.º 5 do artigo 4.º da Lei do Divórcio, aprovada por decreto de 3 de novembro de 1910).
Casou terceira vez, in articulo mortis, com Otília de Oliveira Soeiro, natural de Tomar.